# Etylokatynon
Etylokatynon, ETH-CAT – organiczny związek chemiczny, substancja psychoaktywna z grupy stymulantów, należąca do pochodnych fenyloetyloaminy, amfetaminy i katynonu. Jest to aktywny metabolit dietylokatynonu i jest w pełni odpowiedzialny za jego efekty. ETH-CAT został zidentyfikowany jako składnik tzw. „party pills” i wraz z mefedronem odnotowano jego sprzedaż w australijskim mieście Cairns pod nazwą „ecstasy”.

## Farmakologia
Działanie etylokatynonu po raz pierwszy zostało poznane wraz z działaniem innych psychostymulantów w pracy Rothmana i Baumanna z 2006 roku. Dwie główne drogi jego oddziaływania na organizm to średnio aktywne uwalnianie noradrenaliny (EC50 = 99,3 nM) i stosunkowo słaba inhibicja wychwytu zwrotnego dopaminy (Ki = 1,014 nM).
Ponieważ dietylokatynon wydaje się być nieaktywnym prolekiem, a aktywny staje się dopiero po przekształceniu do etylokatynonu, wydaje się być również sensowne, że w organizmie należy oczekiwać, że po jego przyjęciu ulegnie on N-dealkilowaniu do katynonu, który aktywniej uwalnia dopaminę. Jednakże w przeciwieństwie do dietylokatynonu, etylokatynon nie jest „właściwym” prolekiem, ponieważ jest już aktywny sam w sobie.